# Gualtiero Nativi
Gualtiero Nativi (Pistoia, 10 gennaio 1921 – Greve in Chianti, 2 luglio 1999) è stato un pittore italiano, tra i fondatori dell'astrattismo classico fiorentino.

## Biografia
Ha partecipato ai movimenti d'avanguardia del dopoguerra: nel 1945 ha fondato insieme a Bruno Brunetti, Fernando Farulli e al poeta Alberto Caverni, il giornale culturale rivoluzionario Torrente. In quel periodo lo stesso gruppo che si era raccolto attorno alla rivista "Torrente" diede l'avvio al movimento innovatore Arte d'Oggi di cui Gualtiero Nativi fu uno dei protagonisti, di quel periodo è la rivista omonima (1947). 
Nel 1950 firma, con Vinicio Berti, Bruno Brunetti, Alvaro Monnini, e Mario Nuti, il Manifesto dell'Astrattismo classico(1950) che dà avvio al movimento omonimo. Il gruppo dell'astrattismo classico fiorentino, legato al gruppo di arte d'Oggi, anche se di breve durata, ebbe come il contemporaneo romano Gruppo Forma 1, una grande impatto nella cultura del periodo, il movimento si dichiarava espressamente di ideologia marxista. Il classicismo classico fiorentino propose allora "un purismo geometrico rigoroso, da contrapporre a certi esiti lirici dell’astrazione".
Dopo lo scioglimento del gruppo dell'Astrattismo Classico, Nativi divenne nel 1953 membro del Gruppo Espace di Parigi.
L'opera di Gualtiero Nativi da una pittura astratta che ha la sua forza nel ritmo, nella dinamicità e originalità delle opere degli anni 40 e 50 tende nei decenni successivi a definire sempre più un rigore compositivo, che caratterizzava l'astrattismo classico fiorentino, estremizzato e allusivo. Enrico Crispolti ha rilevato nell'opera di Gualtiero Nativi “la ricerca di estrema contentezza nella costruzione dei rapporti,  degli equilibri, delle forme e degli elementi negli spazi. Una volontà e capacità estrema di controllo che nella prefazione delle connessioni delle forme e delle valenze cromatiche esprime un rigore di razionalità una concentrazione, una moralità che esce dai confini dell’opera”.
Gualtiero Nativi ha vinto numerosi premi tra cui nel 1950 Premio del Golfo a La Spezia, nel 1957 il premio città di Pontedera, nel 1960 il Premio Acquisto dell'ente provinciale del turismo di Ancona al Premio Marche.
Dopo la sua morte l'opera di archiviazione delle sue opere viene gestita dal figlio Berto e dalla Galleria Nozzoli di Empoli, che cura la pubblicazione del Catalogo Generale.

## Mostre
Tra le varie mostre collettive partecipa a 4 edizioni della quadriennale di Roma, all'edizione della biennale di Venezia del 1952, ad un'edizione della Biennale internazionale di San Paolo, alle edizioni del Premio Città di Pontedera negli anni 1955, 1956, 1957, 1959, inoltre molto importante è la mostra del 1951 Arte astratta e concreta in Italia tenuta presso la Galleria d'arte Moderna di Roma, e nel 2011 la mostra Il Premio fra i Premi. La pittura in Italia dal Futurismo all’Informale realizzata dal Camec Centro d'arte moderna e contemporanea della città de La Spezia avente per tema i dipinti che hanno partecipato al premio del Golfo.
Numerose sono le personali di Gualtiero Nativi qui citiamo alcune delle mostre più significative realizzate in spazi istituzionali, nel 1974 presso la Galleria Comunale d'arte contemporanea di Arezzo viene allestita una mostra dal titolo Gualtiero Nativi. Dieci anni: 1964-1974, Nel 1978 presso la Galleria Comunale di Forte dei Marmi la mostra con tre protagonisti Cagli, Corrado; Nativi, Gualtiero; Santi, Piero <1912-1990> , nel 1982 un'ampia antologica presso la Fortezza di Santa Barbara a Pistoia Nativi : opere dal 1947 al 1982 a cura di Enrico Crispolti, nel 1983 a Fiesole la mostra dal titolo Nativi: le strutture del sensibile, Nel 1984 la Mostra antologica di Gualtiero Nativi  al centro Allende di Sarzana con il patrocinio della provincia di La Spezia, nel 1985 Nativi : mostra antologica presso la Galleria civica di arte moderna di Gallarate a cura di Silvio Zanella, nel 1988 il Museo Santa Apollonia di Venezia e il palazzetto dell'arte a Foggia allestiscono due personali dal titolo Nativi: 40 anni di pittura, 1947-1987, nel 2007 la mostra Catania, omaggio a Gualtiero Nativi, 30 opere 1960-1980 tenuta presso le cucine del monastero dei Benedettini dell'Università di Catania nel 2010 a Castelfiorentino nel ridotto del teatro la mostra Gualtiero Nativi : la purezza dell'astrattismo.

## Musei e collezioni istituzionali
Una sua opera è conservata al museo del Novecento di Firenze, il museo di Palazzo Fabroni a Pistoia contiene una sala monografica dedicata alle sue opere, Il museo Maon di Rende conserva un'opera di Gualtiero Nativi del 1949, il Museo Storico della resistenza di Sant'anna di Stazzema contiene sue opere, sue opere si conservano alla galleria d'arte moderna di Palazzo Pitti, diversi autoritratti e disegni sono conservati nella Galleria degli Uffizi, l'opera con cui vinse nel 1957 il premio città di Pontedera fa parte della collezione delle opere d'arte del comune di Pontedera, la pinacoteca di Palazzo Pianetti a jesi conserva il quadro in Progressione sul rosso del 1982, la pinacoteca civica Francesco Podesti a Palazzo Bosdari di Ancona conserva il quadro Tempo Fermo con cui Gualtiero Nativi vinse nel 1960 il Premio Acquisto dell'ente provinciale del turismo di Ancona al Premio Marche, il Museo d'arte della città di Ravenna conserva una sua opera del 1978, nella casa museo Remo Brindisi a Comacchio è conservato un suo quadro Cattedrale nello spazio, il museo Luigi Mallé di Dronero conserva una sua opera Costruzione del 1948,Il Museo arte Gallarate conserva diverse sue opere, il Camec Centro d'arte moderna e contemporanea della città de La Spezia conserva opere di Gualtiero Nativi provenienti dal nucleo del Premio del Golfo spesso esposte in mostre tematiche.
Tre opere di Nativi fanno parte della collezione del Museo de la Solidaridad Salvador Allende di Santiago del Cile.